# Dagstorps socken
Dagstorps socken i Skåne ingick i Harjagers härad och området  ingår sedan 1971 i Kävlinge kommun och motsvarar från 2016 Dagstorps distrikt.
Socknens areal är 7,76 kvadratkilometer varav 7,70 land. År 2000 fanns här 146 invånare.  Sockenkyrkan Dagstorps kyrka ligger i socknen. 

## Administrativ historik
Socknen har medeltida ursprung. 
Vid kommunreformen 1862 övergick socknens ansvar för de kyrkliga frågorna till Dagstorps församling och för de borgerliga frågorna bildades Dagstorps landskommun. Landskommunen uppgick 1952 i Dösjebro landskommun som upplöstes 1967 då denna del uppgick i Kävlinge köping som ombildades 1971 till Kävlinge kommun. 2016 uppgick församlingen i Västra Karaby och Dagstorps församling som 2022 uppgick i Dösjebro församling.
1 januari 2016 inrättades distriktet Dagstorp, med samma omfattning som församlingen hade 1999/2000. 
Socknen har tillhört län, fögderier, tingslag och domsagor enligt vad som beskrivs i artikeln Harjagers härad. De indelta soldaterna tillhörde Norra skånska infanteriregementet och Skånska husarregementet, Fjärresta skvadron.

## Geografi
Dagstorps socken ligger sydost om Landskrona med Saxån i nordväst. Socknen är kuperad odlingsbygd kring Dagtorpsåsen.

## Fornlämningar
Cirka 15 boplatser och en gånggrift från stenåldern är funna. Från bronsåldern finns gravhögar.

## Namnet
Namnet skrevs i mitten av 1200-talet Dausthorp och kommer från kyrkbyn. Efterleden är torp, 'nybygge'. Förleden innehåller mansnamnet Dag..